# NGC 212
NGC 212는 태양계에서 약 3억 6,900만 광년 떨어져 있으며, 극락조자리에 위치한 렌즈형 은하이다. 1834년 10월 28일, 존 허셜에 의해 발견되었다.

## 같이 보기
- 렌즈형은하
- NGC 1 ~ 999 목록
- 봉황자리